# Marina Coastal Expressway

De Marina Coastal Expressway (MCE) (Maleis: Lebuhraya Pantai Marina , Chinees: 克兰芝高速公路 , Tamil: மரினா கரையோர விரைவுச்சாலை) is een autosnelweg in Singapore. De snelweg is 5 kilometer lang en werd geopend in 2013.
Pan Island Expressway ·
Ayer Rajah Expressway ·
North-South Corridor ·
East Coast Parkway ·
Central Expressway ·
Tampines Expressway ·
Kallang-Paya Lebar Expressway ·
Seletar Expressway ·
Bukit Timah Expressway ·
Kranji Expressway ·
Marina Coastal Expressway ·